# Ендрю Дейвід Текері
Ендрю Дейвід Текері (англ. Andrew David Thackeray; 21 червня 1910 — 19 лютого 1978) — південноафриканський астроном.

## Наукова біографія
Родився в Челсі (Лондон). У 1932 закінчив Кембриджський університет, упродовж 1932—1948 років працював в Обсерваторії сонячної фізики в Кембриджі (Кембріджська обсерваторія), в 1934—1936 роках стажувався в обсерваторії Маунт-Вілсон (США). Упродовж 1948—1974 працював у Редкліффській обсерваторії в Преторії (з 1951 року — директор), з 1974 року — професор астрономії Кейптаунського університету.
Основні праці в області спектроскопії Сонця і зірок. У 1932—1936 виконав вимірювання центральних інтенсивностей і еквівалентної ширини ліній у спектрах Сонця і зірок для перевірки теорії утворення спектральних ліній. Спільно з Полом Мерріллом пояснив виникнення емісійних ліній у спектрах довгоперіодичних змінних за допомогою механізму флуоресценції і передбачив ряд ліній у далекій ультрафіолетовій області. Після переїзду до Південної Африки займався в основному вивченням Магелланових Хмар та змінних зірок південного неба. Разом з А. Весселінком відкрив змінні типу RR Ліри у Магелланових хмарах і, визначивши за їхньою допомогою відстань до Хмар, в 1952 незалежно від В. Г. В. Бааде показав, що прийнята в той час шкала позагалактичних відстаней має бути збільшена вдвічі. Детально досліджував склад зоряного населення Магелланових Хмар, кулясті скупчення і змінні зірки в них, кінематику Хмар за променевими швидкостями. Спільно з канадськими астрономами з астрофізичної обсерваторії в Вікторії брав участь у багаторічній програмі вивчення диференціального обертання Галактики за променевими швидкостями гарячих зірок. Ця робота дозволила визначити з великою точністю константи галактичного обертання, а також точніше оцінити відстань від Сонця до центру Галактики. Відкрив багато змінних зірок у карликовій галактиці в сузір'ї Скульптора і показав, що вони відносяться до типу RR Ліри. Проведені ним тривалі спостереження симбіотичних зірок сприяли розумінню природи цих змінних. Протягом 30 років спостерігав загадковий об'єкт η Кіля, виявив сильну поляризацію випромінювання в гало навколо цієї зірки.
Автор книги «Астрономічна спектроскопія» (1961).